# Bronx River
Pour les articles homonymes, voir Bronx (homonymie).
 (février 2017).
Si vous disposez d'ouvrages ou d'articles de référence ou si vous connaissez des sites web de qualité traitant du thème abordé ici, merci de compléter l'article en donnant les références utiles à sa vérifiabilité et en les liant à la section « Notes et références ».
La Bronx River est une rivière située dans la ville de New York, longue de 38 km et située dans l'arrondissement du Bronx, aux États-Unis.

## Description
Les Amérindiens appelaient la rivière Aquahung avant l'arrivée des colons européens, parmi lesquels Jonas Bronck qui accosta en 1639 et donna son nom à la rivière ainsi qu'au quartier. La rivière prend sa source dans le lac Kensico, situé dans le comté de Westchester, dans l'État de New York. Elle coule ensuite vers le sud en passant par White Plains, puis en direction du sud-ouest à travers les villes d'Edgemont, de Tuckahoe et de Bronxville. La rivière sépare ensuite Yonkers et Mount Vernon, avant d'arriver au niveau du Bronx, où elle traverse le Bronx Park et le Jardin botanique de New York. La Bronx River se jette ensuite dans l'East River, qui se jette elle-même dans l'océan Atlantique.
Pendant les XIXe et XXe siècles, la rivière servait d'égout dans lesquelles des déchets industriels étaient déversés chaque jour. Malgré le déclin des industries manufacturières de la zone, la rivière continue de recevoir des déchets provenant des communautés qui habitent sur ses rivages. Mais récemment, des associations de défense de la nature, parmi lesquelles la Bronx River Alliance ont pris des mesures afin de lutter contre cette pollution, et de rendre au cours d'eau sa pureté originelle. La propreté de la rivière devint ainsi l'une des priorités du sénateur José Serrano qui débloqua 14,6 millions de dollars de fonds fédéraux afin de réhabiliter le cours d'eau, dans lequel de nombreuses villes du comté de Westchester continuaient de déverser leurs eaux usées par intermittence. En conséquence, le 28 novembre 2006, les villes de Scarsdale, Greenburgh, White Plains et Mount Vernon se sont engagées par un contrat à mettre fin à cette pollution.
L'un des premiers moulins situés sur les rivages de la rivière est le Lorillard Tobacco Mill, qui est à présent situé dans le Jardin botanique de New York.
Des castors peuvent y être aperçus.